# Flore des murs
 (novembre 2012).
- Si vous ne connaissez pas le sujet, laissez ce bandeau (vous pouvez alors contacter les auteurs).
- Si vous supprimez le contenu mis en cause (vous pouvez préalablement contacter les auteurs),

argumentez précisément cette suppression dans la page de discussion
(un manque de référence n'est pas un argument ; une recherche réelle de référence doit avoir été effectuée, être formellement documentée).

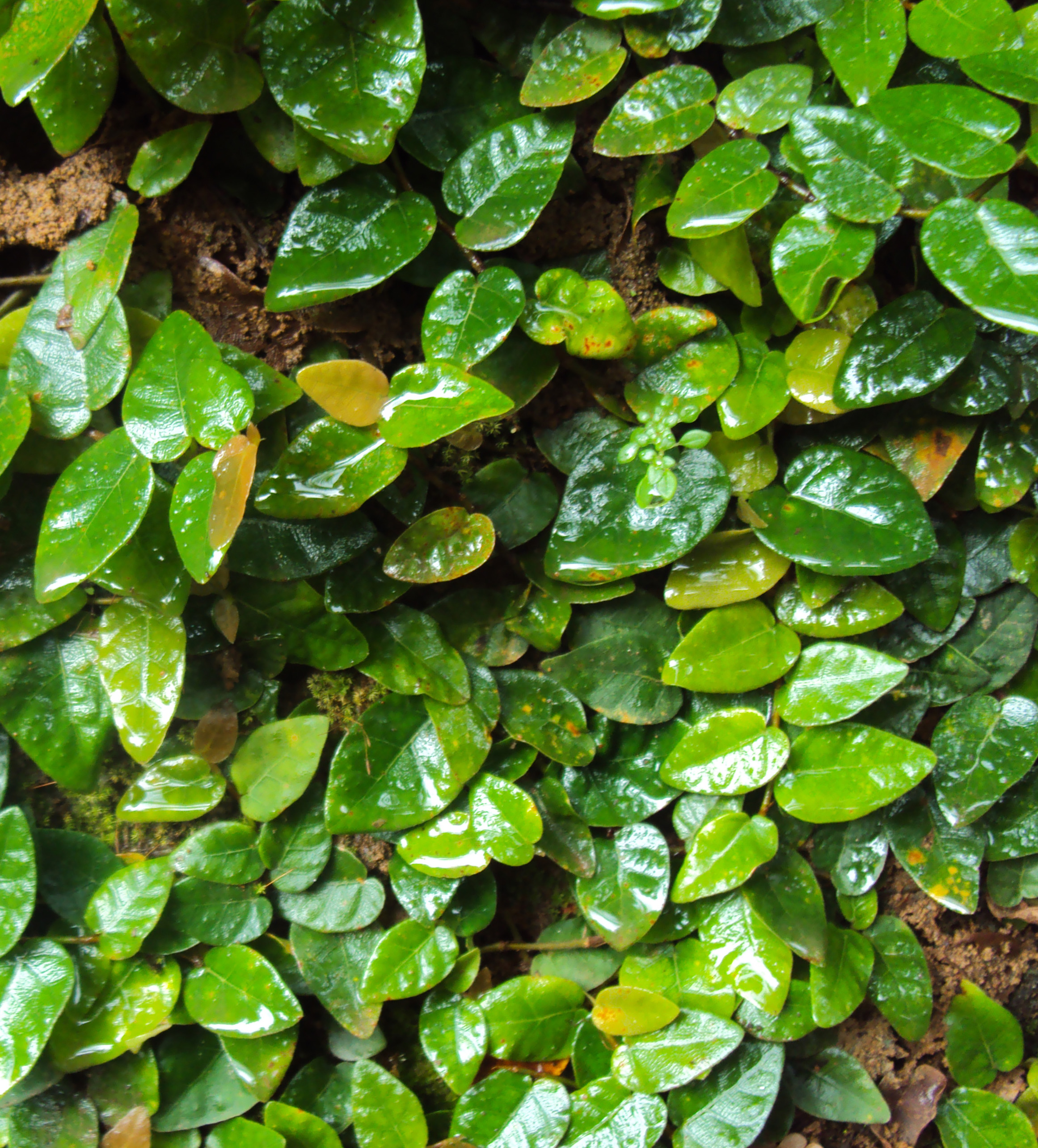
Ficus pumila sur un vieux mur.

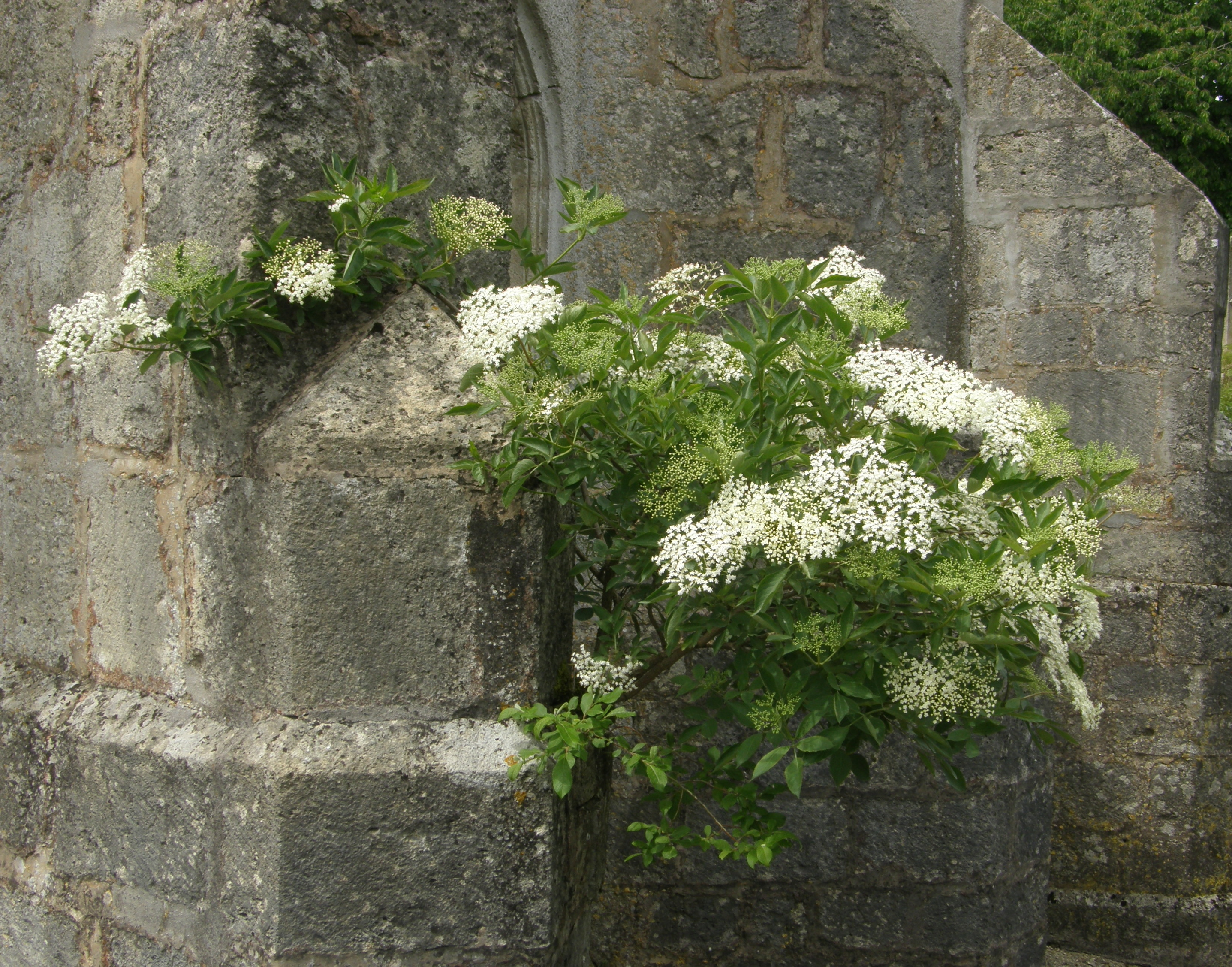
Sureau noir (Sambucus nigra) dans une fissure d'un contrefort de l'église de Réville-aux-Bois (Meuse).

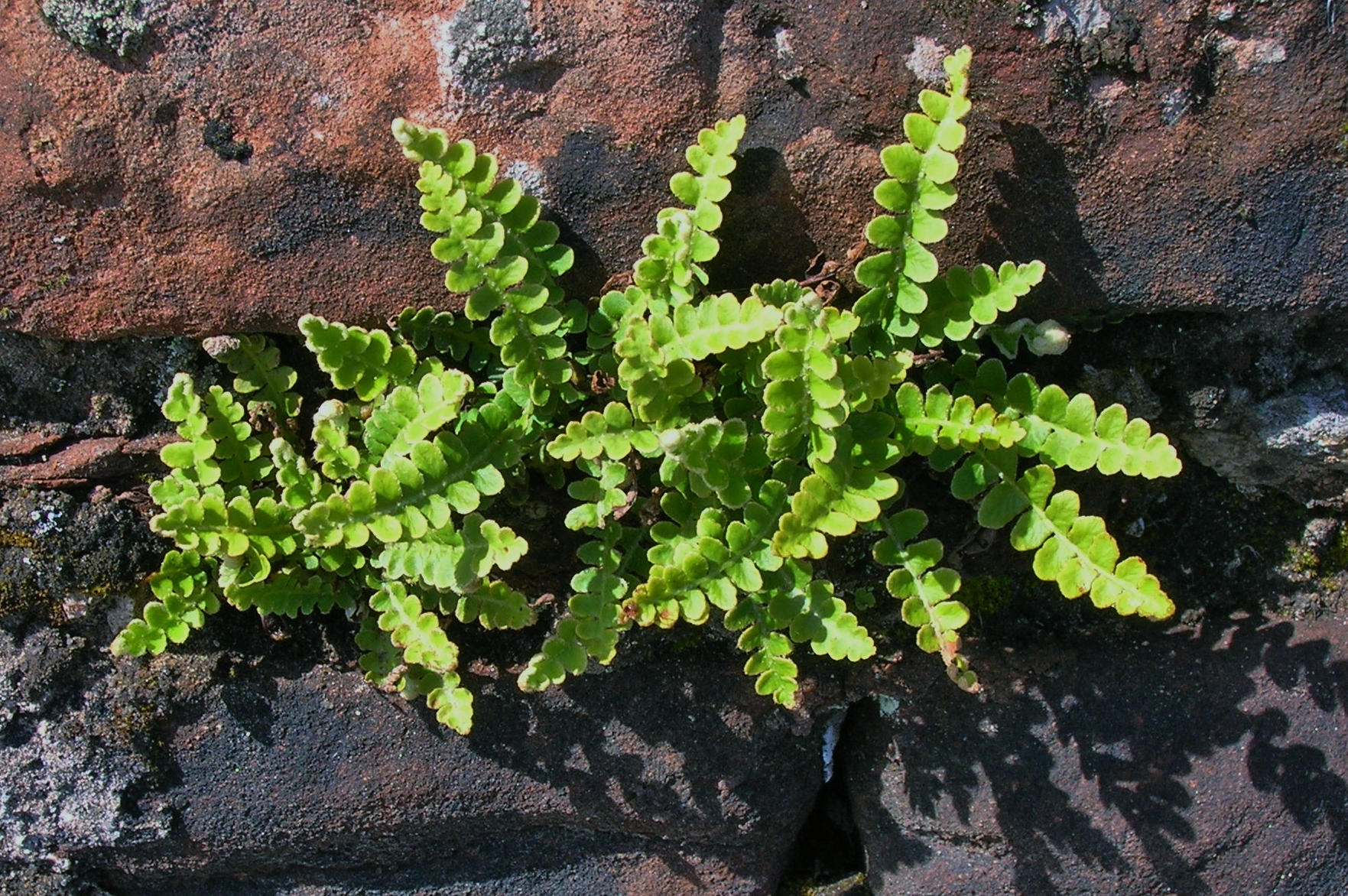
Asplenium ceterach sur un vieux mur en Écosse.

Le terme flore des murs (flore muricole)  désigne les plantes qui poussent sur les murs et éventuellement les algues ou lichens (éléments de la microflore des murs)

## Colonisation des murs
En tant que construction humaine, les murs n’étant en principe pas  conçus  pour abriter de la flore, celle-ci doit  s’y implanter après une lésion préalable de la  structure pariétale.
La détérioration  progressive de leurs matériaux, en particulier le mortier et la brique, conduit à la formation de fentes ou cavités où s’accumulent d’abord des bactéries, souvent en association symbiotique avec les lichens et champignons, et  les  mousses . Plus tard, grâce aux produits de dégradation de ces  organismes, de l’accumulation de poussière et à l’humidité, des  plantes supérieures pourront se développer. Ce processus peut durer 40 à 50 ans, si les conditions ne sont pas hautement favorables.  
Constituant une protection contre le vent, les murs y sont naturellement exposés, et avec le vent, aux graines des plantes à mode de dispersion anémochore, spécialement les graines légères produites en grande quantité (Pariétaire étalée (Parietaria diffusa), Valériane rouge (Centranthus ruber). On trouve sur les murs les plantes véhiculées par les fourmis (Grande chélidoine (Chelidonium majus), Mercuriale annuelle (Mercurialis annua), transportées par les oiseaux consommateurs des fruits charnus (figuier (Ficus carica), Lierre rampant (Hedera helix) et les espèces végétales susceptibles de germer avec une quantité limitée d’humidité, comme des fougères (Rue des murailles (Asplenium ruta-muraria), Capillaire des murailles (Asplenium trichomanes), Polypode commun (Polypodium vulgare). Les murs exposés au sud étant plus sujets à une insolation excessive et à de grandes différences thermiques, ceux tournés vers nord, est et ouest se sont révélés plus favorables à la végétation . Les plantes dont les bourgeons persistent au niveau du sol avec une disparition complète de leurs parties aériennes pendant la mauvaise saison, prédominent en général sur les murs par rapport aux autres types de positionnement des organes de survie de la plante durant la période défavorable.

## Espècescolonisant les murs
Plusieurs relevés des espèces répertoriées sur les murs dans différentes régions ont été revus par Francis 2011. Une étude  conduite dans différents pays européens (Allemagne, France, Luxembourg, Italie, Malte, Espagne  et Portugal) a permis de conclure que, dans les pays de l’Europe centrale au Nord des Alpes, les plantes qui poussent spontanément dans les friches, les décombres le long des  chemins, dites rudérales, sont celles que l’on retrouve le plus souvent sur les murs des villes (pour l’Allemagne : Sisymbre officinal (Sisymbrium officinale), Séneçon visqueux (Senecio viscosus), Armoise (Artemisia vulgaris), Brome stérile (Bromus sterilis), Laiteron maraîcher (Sonchus oleraceus)), mais aussi la Rue des murailles (Asplenium ruta-muraria) et la Cymbalaire des murs (Cymbalaria muralis). Dans les régions de France aux hivers plus cléments, les montagnes exposées au Sud et les vallées alpines, le genre Parietaria serait plus répandu qu’en Europe centrale.  Dans les régions méditerranéennes occidentales, la Pariétaire de Judée (Parietaria judaica) est l’espèce la plus fréquente, tandis que le câprier épineux (Capparis spinosa), le muflier de Sicile (Antirrhinum siculum) et le Grand Muflier (Antirrhinum majus ssp. Linkianum) dominent par endroits localement.